# 코난: 암흑의 시대
《코난: 암흑의 시대》(Conan the Barbarian)는 2011년 공개된 미국의 영화이다.
이 영화는 2007년에 즉시 제작을 시작하라는 조항과 함께 판권이 누 이미지/밀레니엄 필름스(Nu Image/Millennium Films)로 이전되기 전에 워너브라더스에서 개발하는 데 몇 년을 보냈다. 라이온스게이트와 소니 픽처스는 배급 협상에 돌입했으며, 이 영화는 2009년 니스펠(Nispel)에 정착하기 전에 브렛 래트너(Brett Ratner)를 비롯한 많은 감독을 만나 출연진과 제작진을 한자리에 모았다. 촬영은 2010년 3월 15일에 시작되어 2010년 6월 5일에 끝났다. 이 영화는 2011년 8월 17일 벨기에, 프랑스, 아이슬란드, 필리핀 4개국에서 처음 개봉되었고, 8월 19일 북미 개봉에 앞섰다.

## 줄거리
코난은 야만족 족장이자 대장장이인 코린의 아들로, 전장에서 태어났다. 어린 시절부터 뛰어난 전사였지만 폭력적인 성향을 보인다. 어느 날, 코난의 마을은 아케론의 마스크를 되찾아 죽은 아내이자 사악한 마법사인 말리바를 부활시키고 하이보리아를 정복하려는 전쟁 군주 칼라 짐의 공격을 받는다. 마스크는 과거 세계를 지배하는 데 사용되었지만, 조각나 흩어져 여러 부족들에게 나뉘어져 있었다. 짐은 코린 부족의 마스크 조각을 찾고 마을 사람들을 모두 학살한 후 코난만 남겨두고 떠난다.
시간이 흘러 성인이 된 코난은 해적이 되어 아버지의 복수를 위해 짐을 추적한다. 메산티아에서 그는 짐의 병사 루시우스에게 쫓기는 도둑 엘라-샨을 만난다. 코난은 루시우스를 찾아내기 위해 일부러 엘라-샨과 함께 잡힌다. 고문 끝에 루시우스는 짐이 마스크의 힘을 발휘하기 위해 아케론 마법사들의 순수 혈통 후손인 여성을 찾고 있다는 사실을 코난에게 알려준다. 코난은 루시우스의 포로들을 풀어주고, 그들은 루시우스를 죽인다.
한편, 짐과 그의 딸이자 마녀인 마리크는 아케론의 강령술사의 순수 혈통 후손을 찾기 위해 수도원을 공격한다. 수도승 파시르는 짐이 찾는 사람이 타마라임을 알고 그녀를 피신시킨다. 코난은 타마라를 구출하고 짐의 오른팔 레모를 포로로 잡는다. 코난은 타마라의 정체를 알고, 레모를 짐의 진영으로 던져 그를 죽여 짐에게 경고를 보낸다.
코난과 타마라에게 짐과 마리크가 찾아오고, 짐은 코난이 자신이 살려준 아이였음을 알아본다. 전투 중 마리크는 부메랑 칼로 코난을 독살하고, 타마라는 그를 구출한다. 코난은 바다로 뛰어들어 배로 돌아와 회복한다. 짐의 부하들이 배를 공격하지만 코난 일행은 그들을 물리친다. 코난은 짐의 왕국으로 떠나고, 친구 아투스는 타마라를 코난에게 보낸다. 둘은 밤을 함께 보내지만, 다음 날 타마라는 짐의 부하들에게 잡힌다.
코난은 엘라-샨의 도움을 받아 짐의 성에 침입한다. 짐은 타마라의 피를 이용해 마스크를 복구하고, 그녀의 몸을 아내의 영혼을 위한 그릇으로 사용하려 한다. 코난은 짐의 감옥을 지키는 촉수 괴물을 물리치고 타마라를 구출하며, 짐과 싸우면서 아버지에게서 빼앗긴 칼을 되찾는다. 또한 마리크의 손을 자르고 그녀는 치명상을 입는다.
코난과 타마라는 다리에 갇히고, 짐은 마스크의 힘으로 아내를 불러낸다. 말리바의 영혼이 타마라의 몸을 차지하기 시작한다. 코난은 다리를 파괴하여 짐을 용암 속으로 떨어뜨리고 타마라와 함께 탈출한다.
코난은 타마라를 그녀의 고향에 데려다준 뒤 자신의 옛 마을로 돌아간다. 그는 아버지의 복수를 하고 아버지의 칼을 되찾아 명예를 회복했다는 사실에 만족하며 아버지의 기억을 떠올린다.

## 출연

### 주연
- 제이슨 모모아
- 레이첼 니콜스
- 스티븐 랭
- 론 펄먼
- 로즈 맥고완

### 조연
- 밥 샙
- 레오 하워드
- 스티븐 오도넬
- 논소 아노지
- 라드 라위
- 라일라 로아스
- 세이드 타그마오우이

## 기타
- 조감독: 로빈 글레저
- 조감독: 데이빗 레이치
- 조감독: 마크 로퍼
- 미술: 크리스 오거스트
- 세트: 주디 파
- 의상: 웬디 파트리지
- 분장부문: 패트릭 백스터
- 분장부문: 브라이언 블레어
- 분장부문: 케빈 카터
- 분장부문: 산토로 도밍고
- 분장부문: 제이미 켈먼
- 분장부문: 클레이턴 마르티네즈
- 분장부문: 알도 시그노레티
- 분장부문: 숀 스미스
- 분장부문: 데이브 스나이더
- 분장부문: 루카 반넬라
- 분장부문: 스콧 휠러
- 배역: 케리 바든
- 배역: 케이트 도드
- 배역: 폴 쉬니
- 프로덕션매니저: 베셀린 카라됴브